# Baile Bindberlach
Baile Bindberlach, dans la mythologie celtique irlandaise, est le fiancé de Aidlinn, fille de Lugaid Reo nDerg. Son nom complet est Baile Bindberlach Mac Buan, ce qui signifie « au doux langage, fils de Buan ».
Il apparaît notamment dans le récit Scél Baili Binnberlaig (« Histoire de Baile au doux langage »), dont sa fiancée est l’héroïne. Apprenant la mort de Baile, elle-même se laisse mourir de chagrin. Sur une tombe il pousse un if et sur l’autre un pommier ; on en fait des plaquettes que par la suite on ne peut séparer. Selon Christian-J. Guyonvarc'h et Françoise Le Roux, plus que l’expression des sentiments amoureux entre jeunes gens, c’est avant tout la description d’un rituel magique avec du bois d'if, opéré par des druides.